# Steven Naismith
Steven John Naismith (Irvine, 14 de septiembre de 1986) es un exfutbolista y entrenador escocés que jugaba como delantero. Desde septiembre de 2024 está sin equipo tras dirigir al Heart of Midlothian F. C.

## Trayectoria

### Como jugador
Jugó para el Rangers F. C. hasta su liquidación en 2012. Entonces se marchó a Inglaterra y militó en el Everton F. C. y el Norwich City F. C.
En julio de 2018 fue cedido al Heart of Midlothian F. C. Se quedó la siguiente campaña y permaneció en el club hasta su retirada al finalizar la temporada 2020-21 tras ayudar a ascender a la Scottish Premiership.

### Como entrenador
En abril de 2023 fue nombrado entrenador interino del Heart of Midlothian F. C. Asumió el cargo de manera permanente en septiembre tras haber iniciado la temporada como asistente de Frankie McAvoy. En agosto de 2024 renovó hasta 2026, pero el mes siguiente fue destituido después de acumular ocho derrotas consecutivas y con el equipo en última posición de la Scottish Premiership con un único punto.

## Clubes

### Como jugador
| Club                               | País       | Año       |
| ---------------------------------- | ---------- | --------- |
| Kilmarnock F. C.                   | Escocia    | 2003-2007 |
| Rangers F. C.                      | Escocia    | 2007-2012 |
| Everton F. C.                      | Inglaterra | 2012-2016 |
| Norwich City F. C.                 | Inglaterra | 2016-2019 |
| Heart of Midlothian F. C. (cedido) | Escocia    | 2018-2019 |
| Heart of Midlothian F. C.          | Escocia    | 2019-2021 |

### Como entrenador
| Club                                 | País    | Año       |
| ------------------------------------ | ------- | --------- |
| Heart of Midltohian F. C. (interino) | Escocia | 2023      |
| Heart of Midlothian F. C.            | Escocia | 2023-2024 |

## Palmarés

### Títulos nacionales
| Título                     | Club          | País    | Año     |
| -------------------------- | ------------- | ------- | ------- |
| Premier League de Escocia  | Rangers F. C. | Escocia | 2008-09 |
| Copa de Escocia            | Rangers F. C. | Escocia | 2008-09 |
| Copa de la Liga de Escocia | Rangers F. C. | Escocia | 2009-10 |
| Premier League de Escocia  | Rangers F. C. | Escocia | 2009-10 |
| Copa de la Liga de Escocia | Rangers F. C. | Escocia | 2010-11 |
| Premier League de Escocia  | Rangers F. C. | Escocia | 2010-11 |